# Jørgen Læssøe
Jørgen Læssøe (2. juni 1924 i Jægerspris – 2. februar 1993) var en dansk assyriolog. 
Læssøe fik magisterkonferens i semitisk filologi i 1948, hvor han to år forinden havde modtaget Københavns Universitets guldmedalje og arbejdede derefter i Chicago. Han vendte tilbage til Danmark i 1951 og blev lektor ved Københavns Universitet. I 1955 blev han dr.phil. på disputatsen Studies on the Assyrian Ritual and Series bît rimki. I 1957 ledte han sammen med Harald Ingholt de danske udgravninger i Tell Shemshâra i det nordlige Irak, hvor der blev fundet en række kileskrifttavler fra ca. 1800 f.Kr. Samme år blev han professor i assyriologi ved Københavns Universitet, hvilket han var til 1987. Han blev Ridder af Dannebrog i 1966, af 1. grad i 1974 og var fra 1970 medlem af Videnskabernes Selskab.
Han er begravet på Holmens Kirkegård.